# Воїслав Мелич
Воїслав Мелич (сербохорв. Војислав Мелић / Vojislav Melić, 5 січня 1940, Шабаць — 7 квітня 2006, Белград) — югославський футболіст, що грав на позиції півзахисника, зокрема, за клуби «Црвена Звезда» та «Сошо», а також національну збірну Югославії.
Дворазовий чемпіон Югославії. Володар кубка Югославії.

## Клубна кар'єра
У футболі дебютував 1960 року виступами за команду «Црвена Звезда», в якій провів сім сезонів, взявши участь у 140 матчах чемпіонату.
Своєю грою за цю команду привернув увагу представників тренерського штабу клубу «Сошо», до складу якого приєднався 1967 року. Відіграв за команду із Сошо наступні шість сезонів своєї ігрової кар'єри. Більшість часу, проведеного у складі «Сошо», був основним гравцем команди.
Завершив ігрову кар'єру у команді «Безьє», за яку виступав протягом 1973—1977 років.

## Виступи за збірну
1962 року дебютував в офіційних матчах у складі національної збірної Югославії. Протягом кар'єри у національній команді провів у її формі 27 матчів, забивши 2 голи.
У складі збірної був учасником чемпіонаті світу 1962 року в Чилі, де зіграв з Уругваєм (3-1) і Колумбією (5-0). Забив гол в грі з колумбійцями.
Помер 7 квітня 2006 року на 67-му році життя у місті Белград.

## Титули і досягнення
- Чемпіон Югославії (2):

«Црвена Звезда»: 1960, 1964
- Володар Кубка Югославії (1):

«Црвена Звезда»: 1964